# Metropolitana de Málaga
Die Comarca Metropolitana de Málaga ist eine der neun Comarcas in der Provinz Málaga. Sie wurde, wie alle Comarcas in der Autonomen Gemeinschaft Andalusien, mit Wirkung zum 28. März 2003 eingerichtet. Die Comarca hat allerdings lediglich die Funktion von Planungsregionen für den Tourismus und die Entwicklung sportlicher Einrichtungen.
Die im Süden der Provinz gelegene Comarca umfasst die Gemeinde Málaga.

## Lage
|                          | Antequera                                   |          |
| Valle del Guadalhorce    | Kompassrose, die auf Nachbargemeinden zeigt | Axarquía |
| Costa del Sol Occidental | Mittelmeer                                  |          |

## Gemeinden
| Gemeinde                        | Einwohner (2024) | Fläche km² | Dichte Einw./km² | Cod INE | Postleitzahl |
| ------------------------------- | ---------------- | ---------- | ---------------- | ------- | ------------ |
| Málaga                          | 591.637          | 395,13     | 1.497            | 29067   | 29001–29018  |
| Comarca Metropolitana de Málaga | 591.637          | 395,13     | 1.497            | –       | –            |

## Nachweise
1. ↑  Instituto Nacional de Estadística Municipal Register of Spain
2. ↑  Orden de 14 de marzo de 2003, por la que se aprueba el mapa de comarcas de Andalucía a efectos de la planificación de la oferta turística y deportiva, Boletín Oficial de la Junta de Andalucía (Amtsblatt der Regierung von Andalusien), Nr. 59 vom 27. März 2003, S. 6248